# نشانه‌ورزی
نشانه‌ورزی یا استیگمرجی (Stigmergy) نوعی ارتباط غیرمستقیم و هماهنگی میان انجام‌دهندگان یک عمل برای اجرای بهتر آن عمل است. برای نمونه مورچه‌ها مسیرهایی را با استفاده از ترشح اسید فرمیک نشانه‌گذاری می‌کنند تا اطلاعات مسیر برای مورچه‌های دیگر قابل استفاده شود.
نشانه‌ورزی باعث می‌شود تا کنش‌های پیاپی یکدیگر را تقویت کرده و از این طریق فعالیتی منسجم و به ظاهر منظم شکل بگیرد.